# Genalguacil
 Genalguacil  est une commune de la province de Malaga, dans la communauté autonome d'Andalousie, en Espagne.

## Démographie
| 1991 | 1996 | 2001 | 2004 | 2005 | 2012 |
| ---- | ---- | ---- | ---- | ---- | ---- |
| 662  | 624  | 561  | 543  | 519  | 522  |